# Lygropia phaeocraspia
Lygropia phaeocraspia là một loài bướm đêm trong họ Crambidae.